# لوري بلوك
لوري بلوك هو شاعر كندي، ولد في 1949.